# 大场浦
大场浦是一條橫跨中國上海市寶山區和普陀區的河流。該河流北至走馬塘，南至真如港。全場7.5公里。寶山區境內河道長3.6公里，普陀區境內長3.9公里。

## 歷史
宋代郏亶《吴门水利书》的記載，大场浦为松江（吴淞江）北岸支流之一。清朝乾隆、光绪《宝山县志》，中華民国《宝山县续志》均载這條河的名字叫大场浦。1955年疏浚时，該河流一度改称龙嘴江，含义为龙嘴喷水，亦称龙珠江。1956年又改挖河道。1992年河流名称恢復大场浦舊稱。